# Gustaaf Joos
Gustaaf Kardinal Joos (* 5. Juli 1923 in Sint-Niklaas, Belgien; † 2. November 2004 in Landskouter in Ostflandern) war ein belgischer Theologe.

## Leben

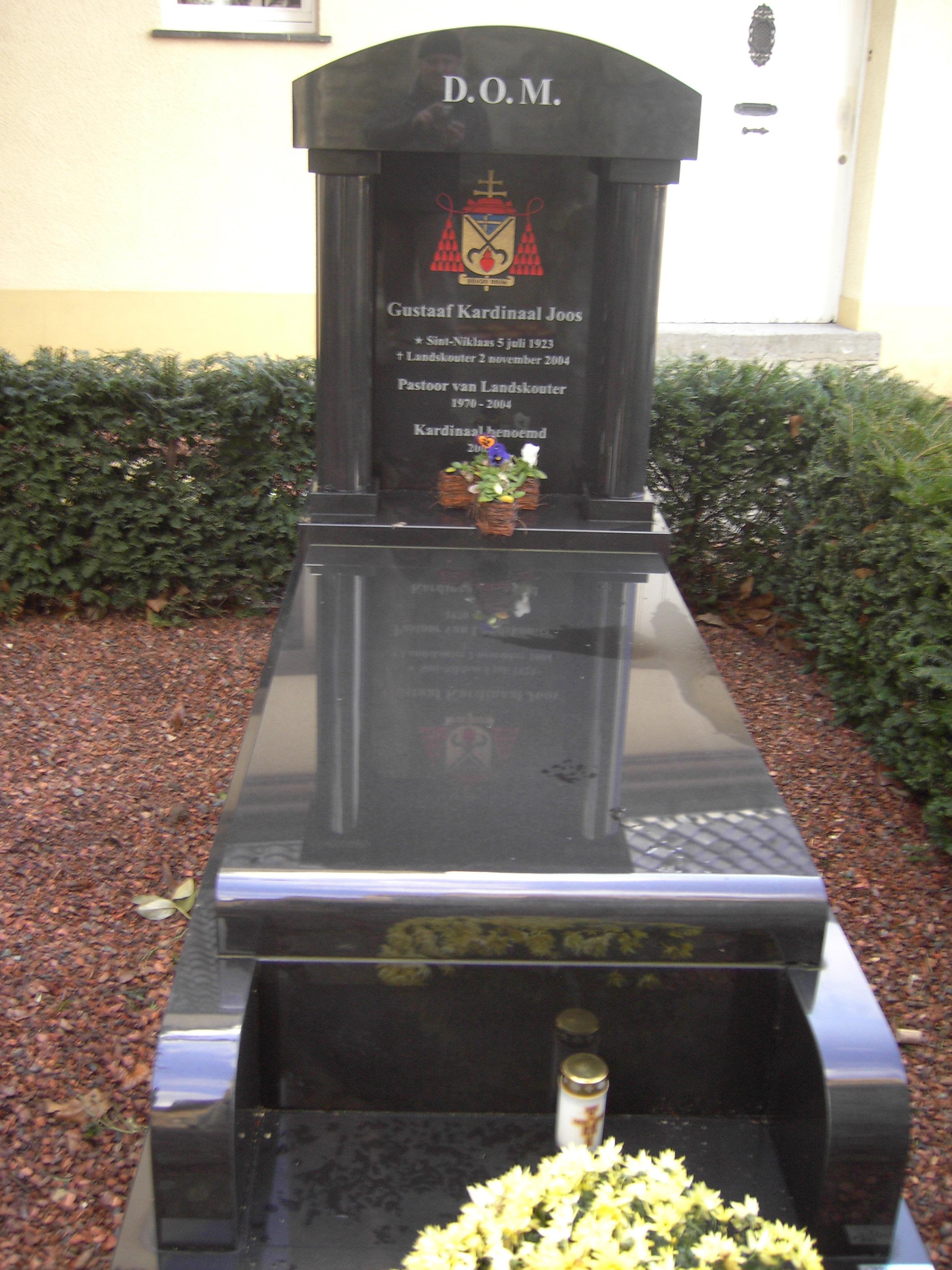
Grab von Gustaaf Kardinal Joos (Landskouter / Belgien)

Joos empfing 1946 in Gent die Priesterweihe. Er studierte in Rom und schloss mit einem Doktorat in Kirchenrecht an der Päpstlichen Universität Gregoriana ab. Während seiner Zeit im belgischen Kolleg freundete er sich mit dem ebenfalls dort wohnenden polnischen Priester Karol Józef Wojtyła an, dem späteren Papst Johannes Paul II., der dort an seiner Dissertation arbeitete. Mit ihm blieb er sein ganzes Leben lang freundschaftlich verbunden. Von 1970 bis zu seinem Tod war er Pastor von Landskouter.
Joos war unter anderem Professor für Moraltheologie und Kirchenrecht in Gent. In seiner Diözese war Joos Leiter des kirchlichen Gerichtes. Ab dem 7. Oktober 2003 war er für 14 Tage Titularerzbischof von Ypres. Am 11. Oktober 2003 spendete ihm in Gent Arthur Luysterman, der Bischof von Gent, die Bischofsweihe; Mitkonsekratoren waren Paul Van den Berghe, Bischof von Antwerpen, und Jozef De Kesel, Weihbischof im Erzbistum Mecheln-Brüssel. Sein Wahlspruch lautete: “Diliges Deum” (Lk 10,27 , deutsch: „Du sollst Gott lieben“). Er wurde beim Konsistorium am 21. Oktober 2003 überraschend zum Kardinaldiakon mit der Titeldiakonie San Pier Damiani ai Monti di San Paolo erhoben. Zum Zeitpunkt seiner Kardinalserhebung war Gustaaf Joos bereits nicht mehr wahlberechtigt, da er sein 80. Lebensjahr bereits vollendet hatte.
Der Kardinal starb im Pfarrhaus von Landskouter. Die Beisetzung fand am 12. November 2004 auf dem Friedhof von Landskouter statt.